# Paardensport op de Paralympische Zomerspelen 2024
Op de XVIIe Paralympische Zomerspelen die in de Franse hoofdstad Parijs werden gehouden, was paardensport een van de 22 beoefende sporten. De wedstrijden vonden plaats in de tuinen van het Kasteel van Versailles in Versailles, direct ten zuiden van Parijs, van drie tot en met zeven september. Er waren elf gemengde evenementen.

## Medaillespiegel
| Plaats | Land             | NPC | Goud | Zilver | Brons | Totaal |
| 1      | Verenigde Staten | USA | 5    | 1      | 1     | 7      |
| 2      | Nederland        | NED | 2    | 4      | 0     | 6      |
| 3      | België           | BEL | 2    | 0      | 0     | 2      |
| 3      | Letland          | LAT | 2    | 0      | 0     | 2      |
| 5      | Duitsland        | GER | 0    | 3      | 3     | 6      |
| 6      | Groot-Brittannië | GBR | 0    | 1      | 6     | 7      |
| 7      | Italië           | ITA | 0    | 1      | 1     | 2      |
| 8      | Denemarken       | DEN | 0    | 1      | 0     | 1      |

## Uitslagen

### Verplichte kür

#### Team
| #      | Land | Punten  |
| ------ | --- | ------- |
| Goud   | Verenigde StatenRoxanne Trunnell op Fan Tastico H Fiona Howard op Diamond Dunes Rebecca Hart op Floratina        | 235.567 |
| Zilver | NederlandSanne Voets op Demantur Demi Haerkens op Daula Rixt van der Horst op Royal Fonq                         | 232.850 |
| Brons  | DuitslandAnna-Lena Nieheus op Quimbaya 6 Regine Mispelkamp op Highlander Delight's Heidemarie Dresing op Dooloop | 223.751 |

#### Individueel
| Klasse    | Punten | Goud                                | Goud | Zilver                                       | Zilver | Brons                           | Brons |
| --------- | ------ | ----------------------------------- | ---- | -------------------------------------------- | ------ | ------------------------------- | ----- |
| Graad I   | 79.167 | Rihards Snikus op King of the Dance | LAT  | Roxanne Trunnell op Fan Tastico H            | USA    | Sara Morganti op Mariebelle     | ITA   |
| Graad II  | 76.931 | Fiona Howard op Diamond Dunes       | USA  | Katrine Kristensen op Goerklintgaards Quater | DEN    | Georgina Wilson op Sakura       | GBR   |
| Graad III | 77.900 | Rebecca Hart op Floratina           | USA  | Rixt van der Horst op Royal Fonq             | NED    | Natasha Baker op Dawn Chorus    | GBR   |
| Graad IV  | 78.722 | Demi Haerkens op Daula              | NED  | Sanne Voets op Demantur                      | NED    | Anna-Lena Niehues op Quimbaya 6 | GER   |
| Graad V   | 76.692 | Michèle George op Best of 8         | BEL  | Regine Mispelkamp op Highlander's Delight    | GER    | Sophie Wells op Don Cara M      | GBR   |

### Vrije kür
| Klasse    | Punten | Goud                                | Goud | Zilver                                    | Zilver | Brons                                     | Brons |
| --------- | ------ | ----------------------------------- | ---- | ----------------------------------------- | ------ | ----------------------------------------- | ----- |
| Graad I   | 82.487 | Rihards Snikus op King of the Dance | LAT  | Sara Morganti op Mriebelle                | ITA    | Mari Durward-Akhurst op Athene Lindebjerg | GBR   |
| Graad II  | 81.994 | Fiona Howard op Diamond Dunes       | USA  | Georgina Wilson op Sakura                 | GBR    | Heidemarie Dresing op Dooloop             | GER   |
| Graad III | 83.534 | Rebecca Hart op Floratina           | USA  | Rixt van der Horst op Royal Fonq          | NED    | Natasha Baker op Dawn Chorus              | GBR   |
| Graad IV  | 83.840 | Demi Haerkens op Daula              | NED  | Anna-Lena Niehues op Quimbaya 6           | GER    | Kate Shoemaker                            | USA   |
| Graad V   | 81.470 | Michèle George op Best of 8         | BEL  | Regine Mispelkamp op Highlander's Delight | GER    | Sophie Wells op Don Cara M                | GBR   |